# 福岡県立柏陵高等学校
福岡県立柏陵高等学校（ふくおかけんりつ はくりょうこうとうがっこう）は、福岡県福岡市南区柏原四丁目にある県立高等学校。普通科の中に環境科学コースを設置している。
アーチェリー部や美術部が毎年全国大会に出場するなどの活躍をみせている。

## 沿革
- 1982年
  - 11月1日 - 全日制課程普通科高校として設立準備室長に前田和慶、他2名発令。
  - 12月22日 - 第六学区新設学校名を「福岡県立柏陵高等学校」に決定。
- 1983年
  - 1月1日 - 福岡県立柏陵高等学校設立。初代校長は前田和慶。
  - 3月10日 - 第1回入学者選抜学力検査を福岡大学高宮校舎で実施。
  - 3月29日 - 第1期工事竣工（普通教室15、特別教室、体育館、部室、バックネット）。
  - 4月6日 - 開校式・第1回入学式（6学級270名）校旗・校歌披露。
- 1984年
  - 1月27日 - 第2期工事竣工（普通教室6、コモンスペース、視聴覚教室、合併講義室、昇降口）。
  - 1月29日 - 職員室移転（1階普通教室から3階合併講義室へ）。
  - 1月31日 - 図書室完成。
- 1985年
  - 3月25日 - 第3期工事竣工（普通教室9、管理棟、芸術の特別教室）。
  - 4月8日 - 生徒総数26学級1142名。
- 1986年
  - 2月10日 - 武道場竣工（柔道場、剣道場）。
  - 3月17日 - アーチェリー場竣工。
  - 3月31日 - 正門・国旗掲揚台竣工。
- 1987年2月2日 - 校内食堂施設竣工（4月20日食堂オープン）。
- 1988年
  - 3月29日 - 校舎増設工事竣工（普通教室3）旧環境棟。
  - 3月31日 - 運動場･法面整備工事竣工、トレーニング室工事竣工。
- 1989年3月31日 - 水泳プール新設工事竣工（9コース）。
- 1991年2月28日 - 自転車置き場増築工事竣工。
- 1997年4月8日 - 環境科学コース設立。

## 校訓
進取 創造 敬愛

## 主な進路
大学・短大進学が約7割、専門学校が約2割、就職は1割未満である。
主な大学の進学先は福岡大学、西南学院大学、久留米大学、九州産業大学などである。就職では自衛隊、JR西日本など。

## 通学区域
福岡県第五学区。ただし、長丘中学校校区内については第六学区内の地域も含む全域。
- 福岡市
  - 中央区のうち平尾・春吉・高宮中学校の校区
  - 博多区のうち席田・東光・住吉・東住吉・三筑・那珂・板付中学校の校区
  - 南区
- 春日市
- 大野城市
- 筑紫野市
- 太宰府市
- 那珂川市

## トピックス
- 校章は南十字星、万年筆の筆先、柏の葉を合体させたものである。柏は学校所在地「柏原」に因み、校名の一部でもある。
- 2000年度前後までは環境科学コース1クラス、理系2クラス、文系8クラスという構成であった。
- 全国的に珍しい環境科学コースでは、生物探究や環境論など独自のカリキュラムが組まれ、学校周辺の山や川でのフィールドワークも行われている。2年次には屋久島研修、釧路湿原・知床研修などの旅行研修も組まれている。成果は福岡県環境教育学会などでの発表等に還元される。
- 2006年に第7回全国高校生自然環境サミットの主催校となった。
- 学内に楷樹という、学問の木とされる珍しい木が植えられており、秋には真っ赤に紅葉したのち落葉する。
- アーチェリー部が強く、オリンピック選手（バルセロナ）や個人全国制覇選手や世界ジュニア代表選手を輩出している。その他の運動部も総じて県立高校の中では戦績の良い方といえる。放送部や美術部、合唱部などの文化部も盛ん。近年の成績では、生物部や放送部、美術部が全国大会に出場。また、吹奏楽部の定期演奏会の実現などが挙げられる。
- 制服は黒ではなくスクールカラーの紫紺のような色である。

## エピソード
- 開校当時は男女交際禁止など県内の高校でも校則が極めて厳しく、学校外からも批判が出るほどであった。しかし、現在ではその体制は完全に廃止されている。
- 開校以来長年、男子には制帽の着用が義務付けられていたが、平成13年度から当時の教諭の意見などにより任意着用に変更され、現在では事実上廃止されている。
- 校舎が坂を登った高台かつ山の麓にあり、裏山からは福岡市内の街並を臨むことができる。
- 道路から校門までの間に通称「柏陵坂」と呼ばれる長い登り坂がある。下校の際、柏陵坂は自転車に乗って下ってはならず、押して帰らなければならない。これは以前、柏陵坂で小学生と柏陵校生による自転車衝突事故がおき、事故を起こした生徒が申し出なかったため、衝突した小学生に対する誠意を示すという意味で行っている。
- 学校の近くに西鉄柏原営業所があるため、柏原営業所ゆきの西鉄バスの終着表示が「柏陵高校」とされている。
- 最近は朝や長期休暇時の課外授業を活発に行うようになっている。
- 学校近くを流れる川のホタルを再生させる取り組みに関わったことがある。

## 著名な卒業生
- HIBARI（歌手）
- アステカ（プロレスラー）
- 中園隆一郎（プロバスケットボール選手、レノヴァ鹿児島）
- 柴山英士（元ストリートバスケットボール選手、FAR EAST BALLERS元代表、明星大学バスケットボール部監督）
- 工藤采佳（女優）